# Ronnie Baker Brooks

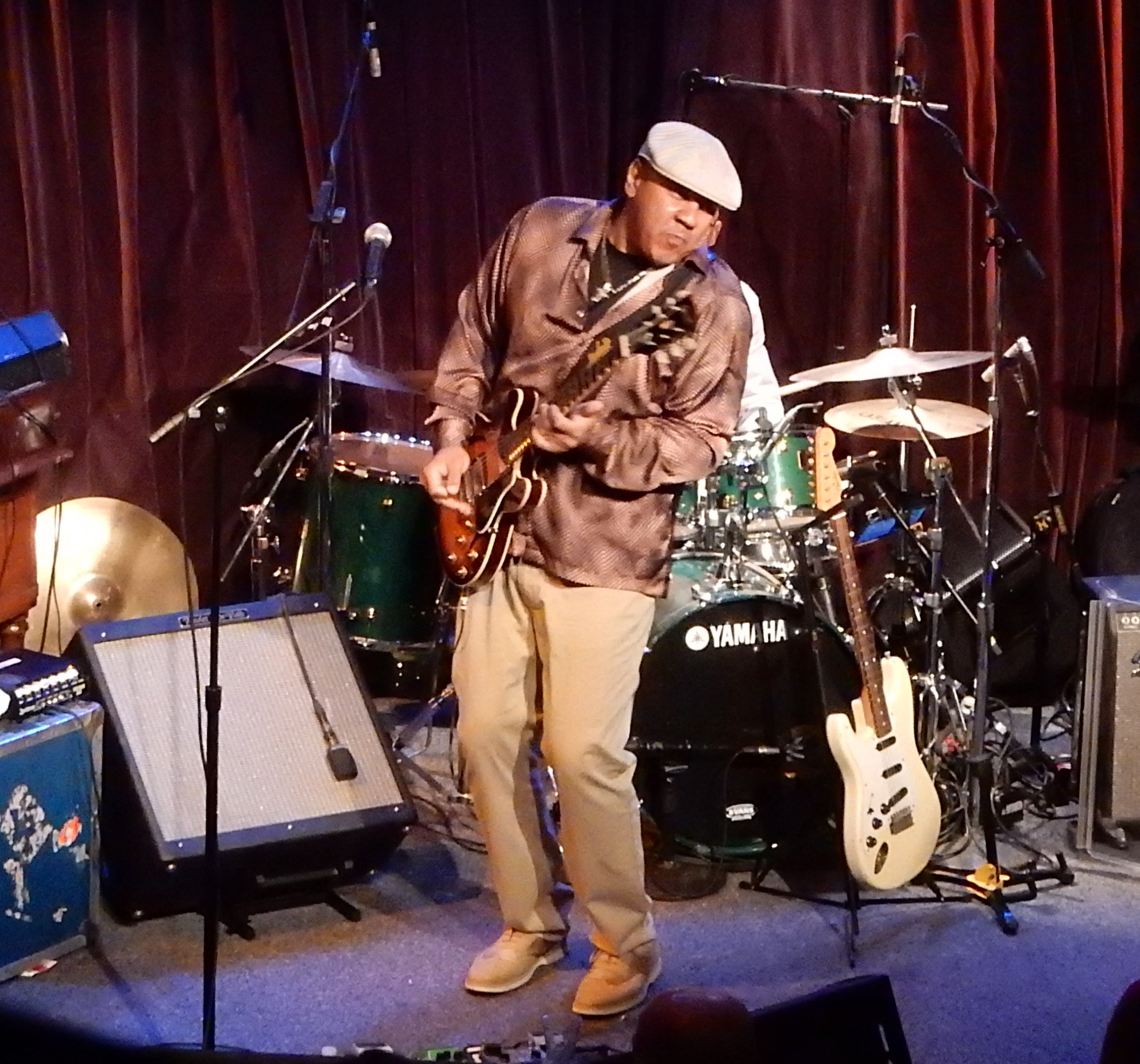
Ronnie Baker Brooks

Ronnie Baker Brooks (* als Rodney Dione Baker, 23. Januar 1967 in Chicago) ist ein US-amerikanischer Blues-Gitarrist, Sänger und Songwriter aus Chicago (Chicago Blues, Soul Blues).
Brooks spielte schon mit neun Jahren an der Seite seines Vaters, des Bluesmusikers Lonnie Brooks. Er lernte Bass-Gitarre und war ab 1986 in der Band seines Vaters (z. B. Live from Chicago: Bayou Lightning Strikes, Alligator Records 1988). Er spielte mit Koko Taylor, Elvin Bishop und Lil' Ed Williams. Ab 1998 trat er Solo auf. Im selben Jahr erschien bei Watchdog Records sein Solo-Album Golddigger. Es folgten Take me Witcha (2001) und The Torch (2006), alle bei Watchdog. 2017 legte er das Album Times Have Changed auf Provogue vor.
Er lebt in Dolton (Illinois).
2000 wurde er auf den Blues Music Awards als bester Newcomer nominiert.
Gelegentlich tritt er mit einer Familienband mit seinem Vater und Bruder Wayne Baker Brooks auf.